# Parangitia cana
Parangitia cana là một loài bướm đêm trong họ Noctuidae.